# Parque Urquiza (Paraná)

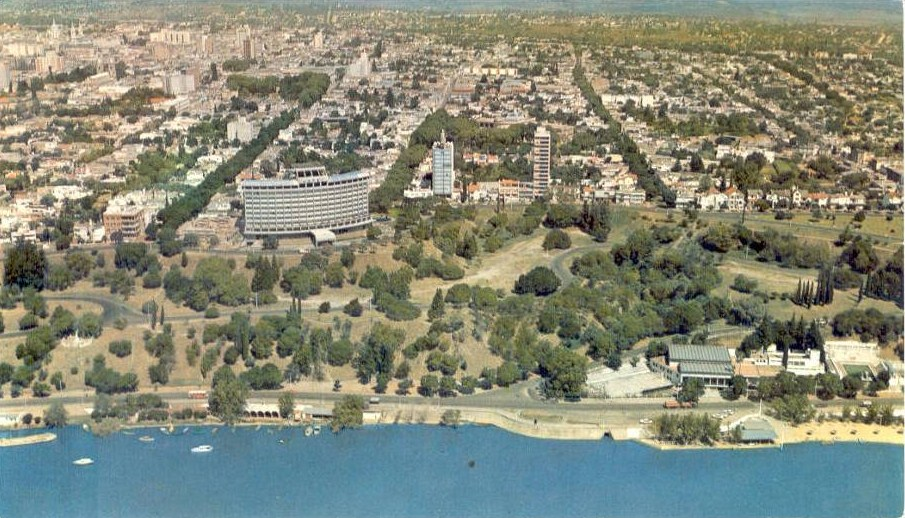
Vista aérea del Parque Urquiza, ca. 1980

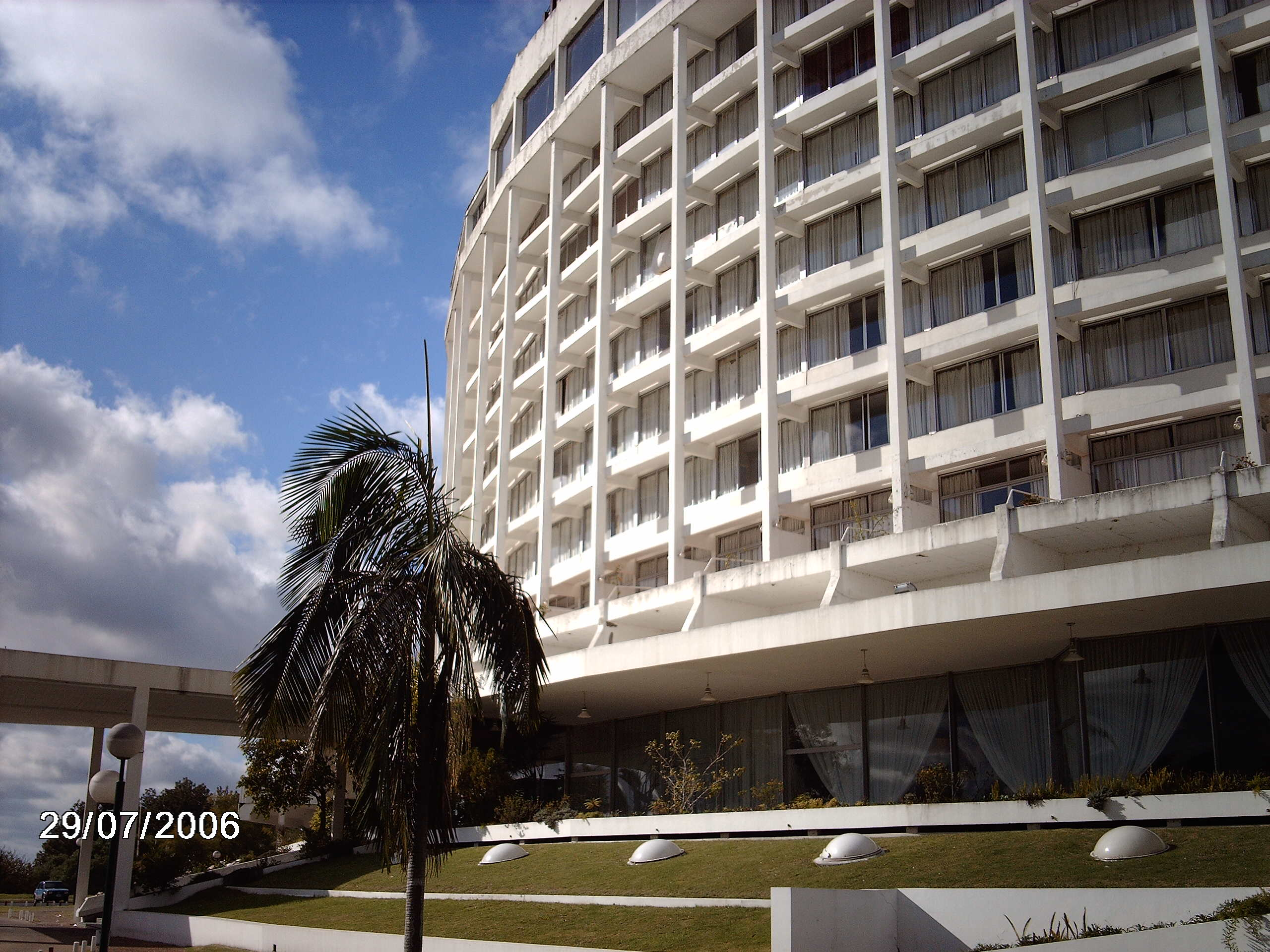
Hotel Mayorazgo, en la zona alta del parque.

El Parque Urquiza es el principal parque de la ciudad de Paraná, capital de la provincia argentina de Entre Ríos. Comprende un sector de 44 hectáreas situado al noreste de la ciudad, junto al río, limitado por la Avda. Laurencena, Bvard. Mitre - Moreno, Bvard. Güemes y la bajada Los Vascos.

## Historia
En 1893 se da a conocer el reparto de la herencia del General Urquiza, correspondiéndole a su esposa Dolores Costa los terrenos que en aquella época se conocían como La Batería.
En noviembre de ese año el Intendente de la ciudad, Don Jaime Baucis le solicita mediante una carta la donación de esos terrenos a efectos de convertirlo en un parque público. El nuevo espacio verde llevaría el nombre del prócer entrerriano.
En enero de 1894 la viuda accede a los pedidos, enviando a uno de sus hijos para efectuar la donación.
Con el paso de los años al predio original se le fueron anexando terrenos donados por vecinos y otros comprados por el municipio, llegando a la totalidad de 44 hectáreas actualmente.
El diseño del parque estuvo a cargo del arquitecto francés Carlos Thays y la forestación a cargo del jardinero Julio Kumagae, por orden del intendente Francisco Bertozzi. Entre las especies plantadas se encuentran: álamo plateado, laureles de jardín, ciprés calvo, lapacho rosado, jacarandá, palo borracho, chañar, aromo, aguaribay, encina, ceibo, sauce, cedro, paraíso, quebracho blanco, tipa y pino.

## Descripción

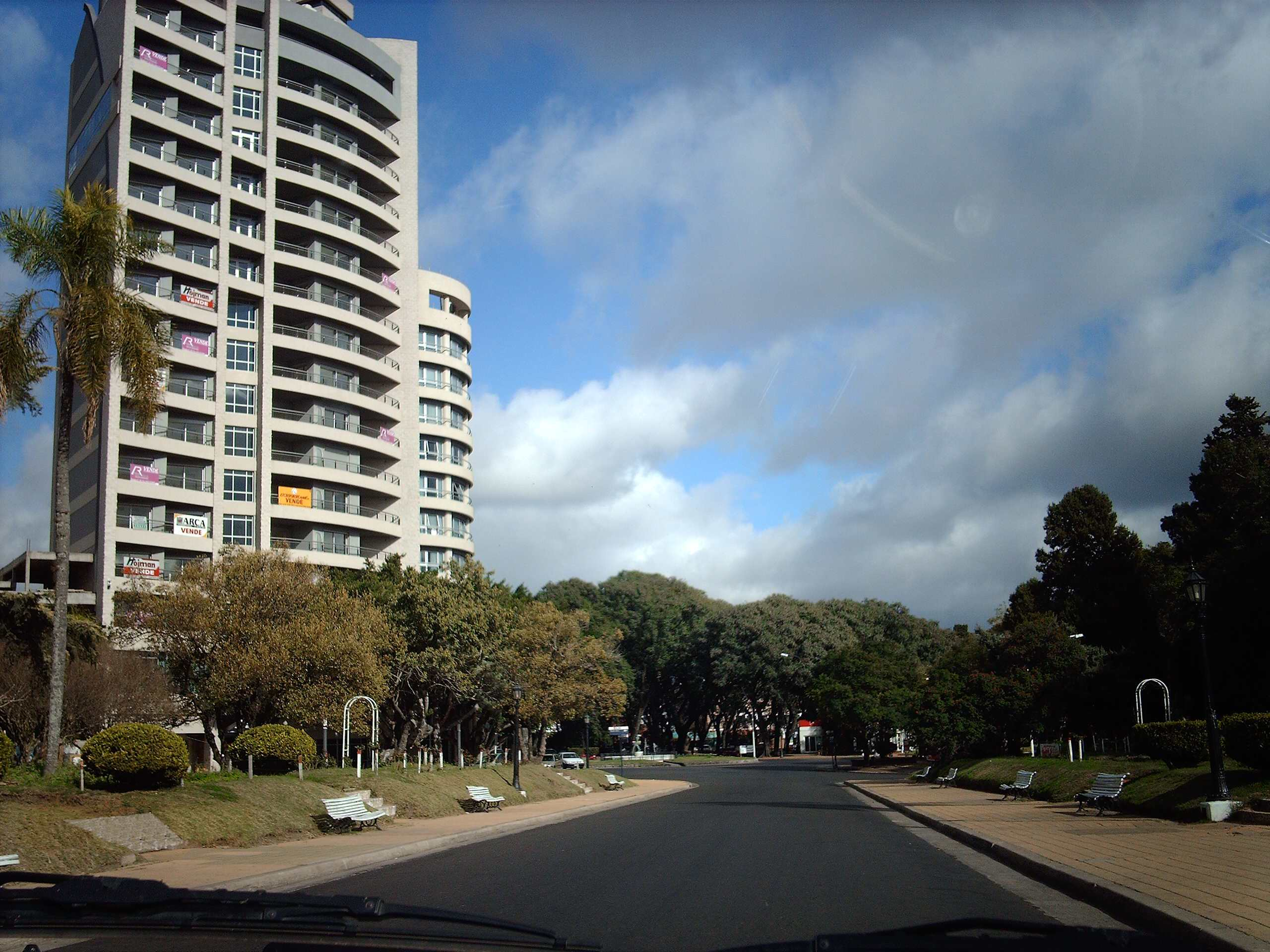
Calle Leguizamón, en la zona del rosedal. Atrás el hotel Maran Suits & Towers, vista hacia el Oeste.

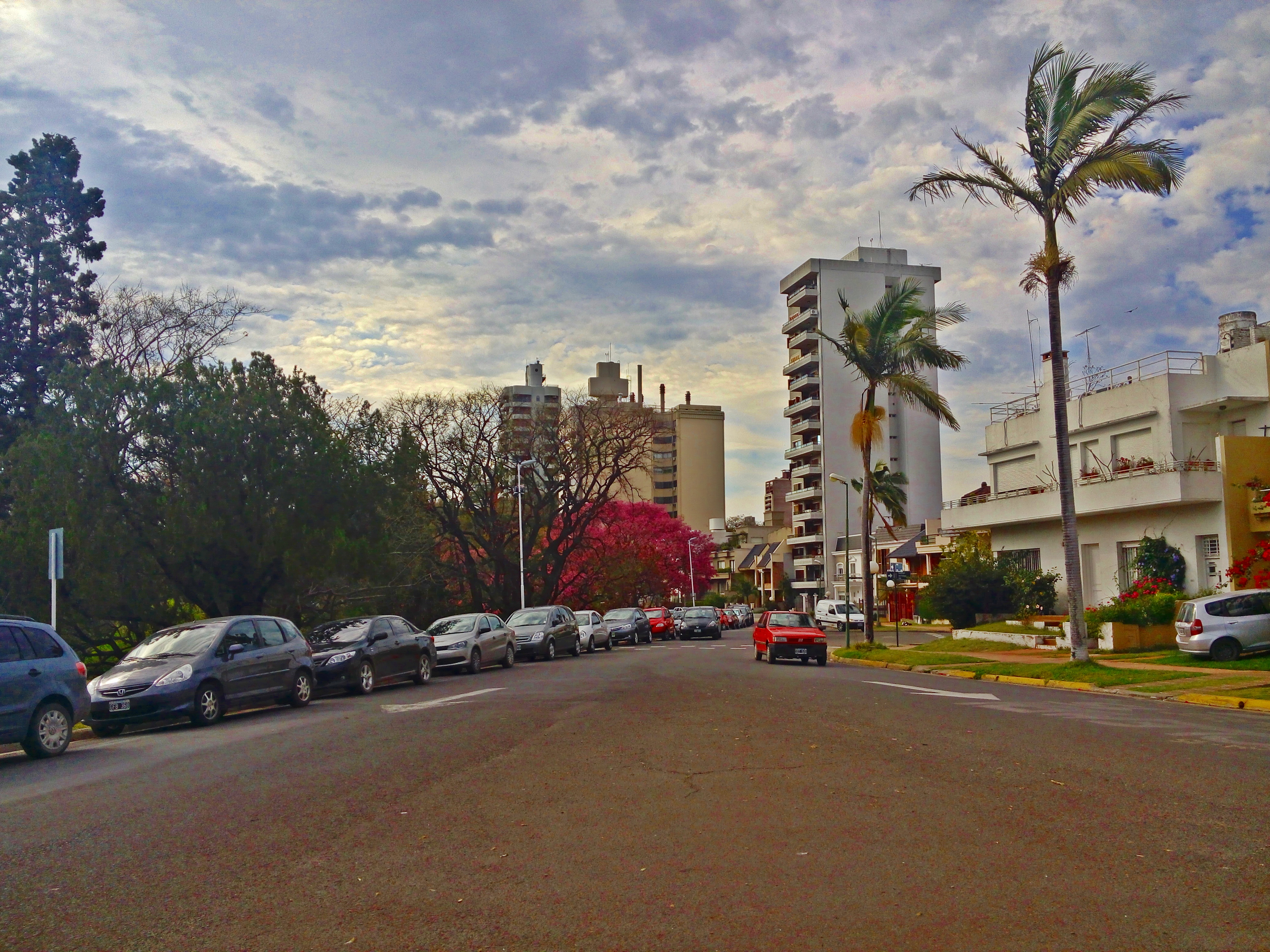
Calle Leguizamón, vista hacia el Este.

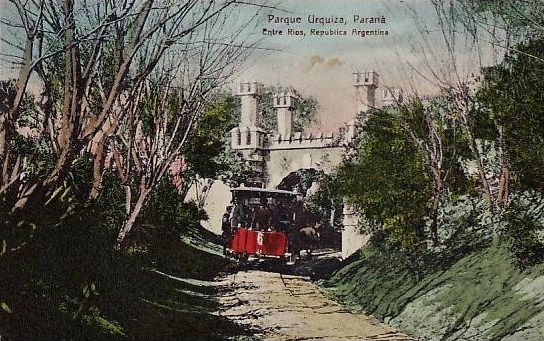
Un tranvía pasa bajo el Puente de los Suspiros. (ca. 1900)

El parque está dividido en tres niveles: la Costanera Alta, Media y Baja, conectados por numerosas escaleras, senderos y calles por las cuales uno puede subir o bajar las barrancas por entre la vegetación. La costa es recorrida por la avenida costanera Laurencena desde el Puerto Nuevo hasta la histórica Bajada de Los Vascos.
En la Costanera Baja se encuentra la costanera de la ciudad. Un balcón al río donde la gente camina por placer o hace ejercicio, ya sea andando en bicicleta, corriendo o simplemente caminando. En esta parte del parque también se encuentran las playas de los clubes Estudiantes y Rowing, y el balneario municipal. 
En la parte baja de las barrancas hay amplios espacios verdes donde se pueden practicar deportes (en forma informal) como fútbol, rugby, atletismo.
En la Costanera Media está el anfiteatro Héctor Santángelo, escenario en el cual se desarrollan numerosas actividades: recitales, representaciones de obras y un ciclo de cine. También por esta parte y por la Costanera Alta el parque es recorrido por una ciclovía.
La Costanera Alta es fundamentalmente un mirador al río ya que este sector está en la cima de las barrancas. En esta parte está "El Rosedal", un lugar con un ambiente particular, en donde se mezcla la naturaleza con el arte (cuenta con varias esculturas, entre ellas una venus), que lo hacen un lugar típico de la ciudad. De noche este espacio es invadido por cientos de jóvenes que lo utilizan como lugar de reunión antes de ir a una discoteca, o simplemente para pasar la noche con amigos. 
Se encuentran diversas obras de arte dispersas por todo el parque:
- El Monumento al General Urquiza al final de calle Alameda de la Federación, realizado por Agustín Querol y Mariano Benlliure (quien lo terminó a causa de la muerte del anterior). Fue inaugurado en 1920;
- La Venus Saliendo del Baño (1990) (restaurada por Amanda Mayor), ubicado en el rosedal. El original se encuentra en el museo del palacio Pitti de Florencia;
- El Puente Francisco Martínez Segovia llamado Puente de los Suspiros, obra de Santos Domínguez y Benguria, construido en la Costanera Alta;
- El Yaguareté, obra de Emilio Serniguet. Donado por el doctor Leopoldo Melo;
- El Yacaré hecho bronce, fundido por la "Casa Anselmo Bonell & Compañía" en la intersección de la avenida Laurencena y Marcelo T. de Alvear;
- La Danza de la Flecha en la rotonda de avenida Alameda de la Federación y Bertozzi, obra del escultor Luis Perlotti. Es una figura indígena de dos metros de alto fundida en bronce. Donada por el doctor Pedro Martínez fue emplazada en 1933;
- Columna del Libertador, erigida en la zona del rosedal, es una obra de Osvaldo Rapetti. En la base se encuentran los escudos de Argentina, Chile y Perú, y en la parte superior un Cóndor emprendiendo vuelo, hecho por el escultor paranaense Conrado Noli. Fue construida en 1950 durante la gobernación de Héctor Domingo Maya[3] e inaugurada en 1951 por orden del gobernador  Ramón Alvariño.

### Anfiteatro Héctor Santángelo
El anfiteatro está construido en una depresión natural en el sector conocido como Boca del Tigre, en la Costanera Media del Parque Urquiza. Tiene capacidad para aproximadamente 2.000 personas y en él se representan obras de teatro, espectáculos musicales, se proyectan películas, entre otras actividades. 
La construcción se inició el 30 de junio de 1983 durante la intendencia de Humberto Varisco, realizándose en varias etapas. El equipo de arquitectos encargado de su diseño estaba integrado por: Graciela Dujovne, Patricia Dujovne, Alfredo Sticech, Osvaldo Lifschitz y Mario Giusti.
El acceso principal está nivel de la cota superior de la depresión, desde donde una escalinata se divide en dos ramales para la distribución del público. Las gradas se proyectaron en la zona central, en una cota por debajo del nivel de la barranca coincidiendo su eje con el escenario y su pendiente con el terreno. Están apoyadas directamente sobre la barranca, mientras que para evitar los posibles deslizamientos se colocaron anclajes de hormigón. 
El escenario, ubicado en un punto de fácil visualización, tiene forma circular con el sector frontal a un nivel inferior a modo de foso de orquesta. A los costados y al fondo existen pantallas de forma convexa para la reflexión de los sonidos. A un costado de éste se encuentran los vestuarios y sanitarios para artistas, mientras que los sanitarios destinados al público se encuentran en los laterales de las gradas a un nivel intermedio.
Fueron proyectados también ingresos diferenciados para artistas y autoridades además de contar con acceso vehicular hasta la trastienda del escenario.
El 16 de diciembre de 1985, con la presencia del trío conformado por Lito Vitale, Bernardo Baraj y Lucho González, fue inaugurado el anfiteatro.